# Krševo
Krševo (cyr. Кршево) – wieś w Czarnogórze, w gminie Tuzi. W 2011 roku liczyła 181 mieszkańców.